# Franciszek de Bourbon-Vendôme
Franciszek de Bourbon-Vendôme (ur. 1470, zm. 30 października 1495) – francuski szlachcic, najstarszy syn Jana VII, hrabiego Vendôme, i jego żony – Izabeli de Beauvau.
Franciszek został kolejnym hrabią Vendôme w wieku 7 lat, po śmierci swojego ojca. W czasie jego małoletności, hrabstwem zarządzał jego wuj - Ludwik de Joyeuse, mąż jego ciotki Joanny. W 1484 Franciszek otrzymał tytuł barona Mondoubleau, który włączono do tytułów hrabiego Vendôme. Franciszek był wiernym zwolennikiem regentki Anny de Beaujeu i króla Karola VIII. Franciszek towarzyszył królowi podczas wojen włoskich i brał udział w zwycięskiej bitwie pod Fornovo di Taro (1495), do którego zwycięstwa znacznie się przyczynił. Jednak pod koniec tego samego roku, Franciszek zmarł w wieku 25 lat, w Vercelli. Jego następcą został jego najstarszy syn – Karol. Żona Franciszka była regentką podczas małoletności Karola.
W 1487 poślubił Marię Luksemburską, wdowę po Jacku Sabaudzkim, hrabim de Romont. Jako posag panna młoda wniosła ogromne tereny między innymi hrabstwo Saint-Pol i Soissons w Pikardii. Para miała sześcioro dzieci:
- Karola IV (1489–1537), hrabiego i potem księcia Vendôme,
- Jacka (1490–1491),
- Franciszka (1491–1545), hrabiego Saint-Pol i Chaumont, księcia Estouteville,
- Ludwika (1493–1557), kardynała de Burbon, arcybiskupa Sens,
- Antoninę (1493–1583), żonę Klaudiusza – księcia de Guise,
- Ludwikę (1495–1575), przełożoną Fontevraud.

Franciszek miał także nieślubnego syna Jakuba (Jacques) z Isabeau de Grigny.